# Domprosteriet, Västerås stift
Domprosteriet i Västerås stift är ett kontrakt inom Svenska kyrkan i Västerås stift. Det består av de församlingar som framgår av listan nedan. Kontraktskoden är 0501.

## Historik
Kontraktet är från medeltiden och bestod då av Västerås domkyrkoförsamling samt Sankt Ilians, Skultuna, Dingtuna, Kärrbo, Irsta, Ängsö, Tillberga, Hubbo, Badelunda, Barkarö, Lundby och Skerike församlingar. Furby församling ingick före 1540 men uppgick då i Badelunda församling
1934 tillfördes från Munktorps kontrakt Lillhärads församling
1946 uppgick Sankt Ilians församling i Domkyrkoförsamlingen.
1962 tillfördes från Västerfärnebo kontrakt Romfartuna församling och Harakers församling, samt från Sala kontrakt Kungsåra församling, Björksta församling Sevalla församling och Tortuna församling.
1971 tillfördes från Munktorps kontrakt Rytterne församling
1991 bildades Viksängs, Önsta och Gideonsbergs församlingar
2006 uppgick Romfartuna församling, Skultuna församling och Harakers församling i den då bildade Norrbo församling. Samtidigt uppgick Lillhärad församling och Dingtuna församling i den då bildade Dingtuna-Lillhärads församling. Viksängs uppgick i Domkyrkoförsamlingen och Skerike och Gideonsbergs församlingar bildade Skerike-Gideonsbergs församling. Kärrbo, Irsta, Ängsö och Björksta församlingar uppgick i Kungsåra församling. Hubbo, Skerike, Tortuna församlingar uppgick i Tillbarga församling.
2014 återbildades Viksängs, Skerike och Gideonbergs församlingar samt Skerike-Gideonsbergs församling upplöstes. Alla församlingar i kontraktet samlades i ett pastorat, Västerås pastorat.